# براهین ناسازگاری صفات الهی
براهین ناسازگاری صفات الهی (به انگلیسی: Incompatible-properties arguments) گروهی از براهین اثبات عدم وجود خدا هستند که وجود موجودی با صفات و ویژگی‌های خدا را رد می‌کنند.
براهین ناسازگاری صفات الهی نیز خدا را با تعاریف رایجی که از او وجود دارد، یک موجود متناقض می‌نامند و بر این اساس خدا را ممتنع الوجود می‌خوانند.

## استدلال به بی زمانی و غایتمندی
جان سوا می‌نویسد:
۱. اگر جهان علت رخداد چیزهاست، علت آن علت چیست؟ /هیچ‌چیز. این منطقا پذیرفتنی است.
۲. علت آن علت کی روی داده است؟ تنها پاسخ منطقا پذیرفتنی «هیچ‌وقت» خواهد بود. زیرا اگر علت جهان در یک زمان خاص روی داده باشد، آن جهان بی‌زمان نخواهد بود.
پاسخ این مسئله در علت قرار دادن خدا برای آن علت نهفته‌است؛ زیرا در آن صورت ما باید همان پرسش را دربارهٔ خدا بپرسیم. پس ما باید درک کنیم که تنها توضیح منطقی اینست که علت و اثر «نمودهای حواس» هستند که انسانها به عنوان موجودات محدود در زمان و مکان تجربه می‌کنند، اما از نظر یک مرجع بی‌زمان هیچ‌چیز واقعاً اتفاق نمی‌افتد، پس آن جهان خالی از علت و در نتیجه اثر است.
در واقع یکی از تعاریف خدا در فلسفه اسلامی و فلسفه شرقی و معنویت گرا واجب الوجود است که واجب الوجود یعنی وجودی که وجود آن برای همیشه لازم است و وجود از آن نشات می‌گیرد. در واقع وجودی آن را ایجاد نکرده و سخن جان سوا در این زمینه بیشتر تأییدی بر برهان‌های علیتی است؛ زیرا خدا را به عنوان واجب الوجود معرفی کرده و برای آن علتی در نظر نگرفته‌است. ما می‌دانیم امری مانند علم مستقل از زمان است پس استقلال از زمان در برخی از موارد وجود دارد. اکنون می‌توان گفت که برای برخی از علت‌ها و رویدادها زمان وجود ندارد و چون خدا علت ندارد روی دادن علت آن هم نیازی به زمان ندارد. علت نداشتن خدا در تعریف خود خدا هم آمده‌است و این مورد که کسی واجب الوجود را به وجود نیاورده بدیهی اولی است.
- اسب تک شاخ صورتی نامرئی
- برهان وجوب و امکان
- برهان صدیقین
- واجب الوجود

- براهین ناسازگاری صفات الهی
- 1
- ۲

- A description of 10 more incompatibilities
- A response to William Craig—Technical paper on omniscience and time.
- Omniscience and Omnipotence